# Genocidio taíno

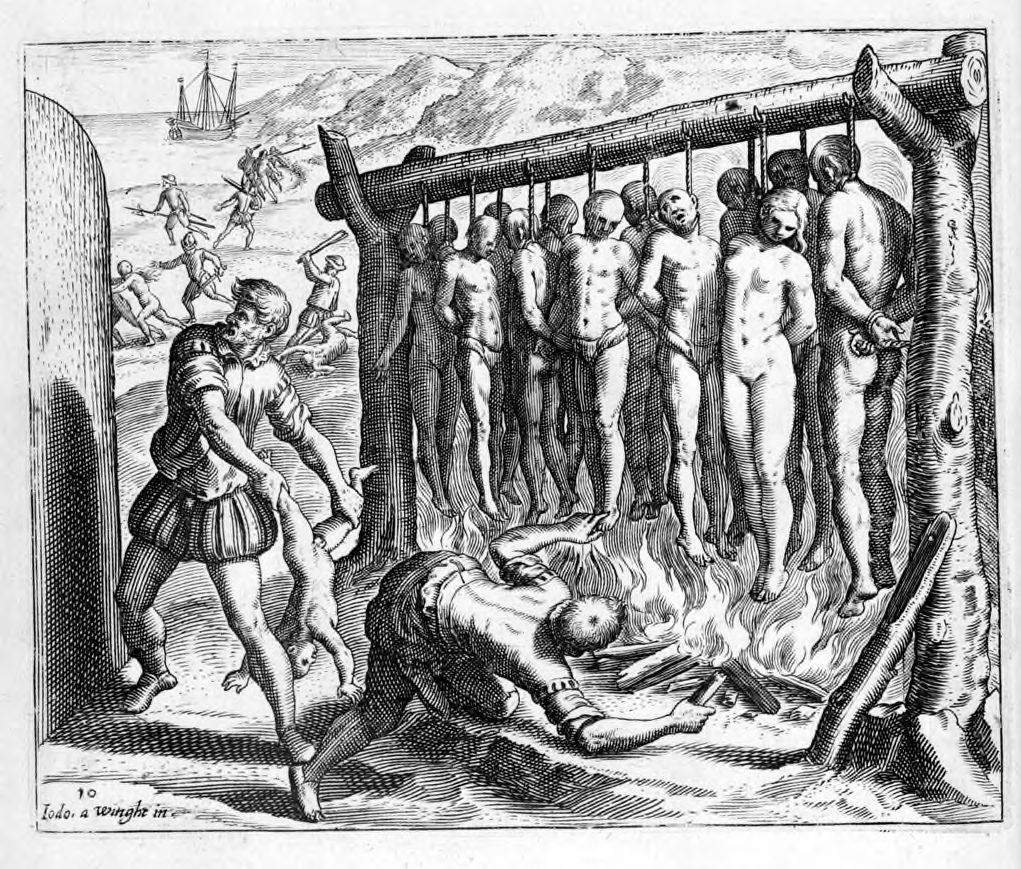
Ilustración de 1598 de Theodor de Bry para Brevísima relación de la destrucción de las Indias de Fray Bartolomé de las Casas.

El genocidio taíno fue cometido por los conquistadores españoles al pueblo indígena taíno durante la conquista de América desarrollada en el Caribe durante el siglo XVI. Se estima que antes de la llegada del Imperio español a la isla de Quisqueya (que Cristóbal Colón bautizó como La Española), la comunidad de los taíno tenía entre 100.000 y 1.000.000 habitantes que fueron sometidos a la esclavitud y demás tratos violentos después de que se depuso al último cacique taíno en 1504. Para 1514, la población había sido reducida a sólo 32.000 taíno, para 1565 el número era de 200, y para 1802 estaban declarados extintos, sin embargo, National Geographic realizó un reportaje en 2019, revelando que sí existían descendientes y que su desaparición de los registros fue parte de un relato ficticio creado por el Imperio español con la intención de borrarlos de la historia.

## Historia
Los taíno fueron pueblos de lenguas arahuacas que llegaron a América aproximadamente 4000 años antes de la conquista, y estaban asentados en las Bahamas, en las Antillas Mayores y en las Antillas Menores. Cristóbal Colón estaba buscando oro, sin embargo, al no encontrarlo se enfocó en el negocio esclavista. Al llegar a la isla de La Española se produjo un enfrentamiento entre los colonizadores tripulantes de Santa María y los taíno después de que los primeros abusaran sexualmente de las mujeres nativas. En 1503 la mayoría de los caciques fueron apresados y quemados vivos. El fray Bartolomé de las Casas escribió que en aquella masacre los españoles atacaron también a los demás habitantes, cortándole las piernas a los niños mientras corrían.

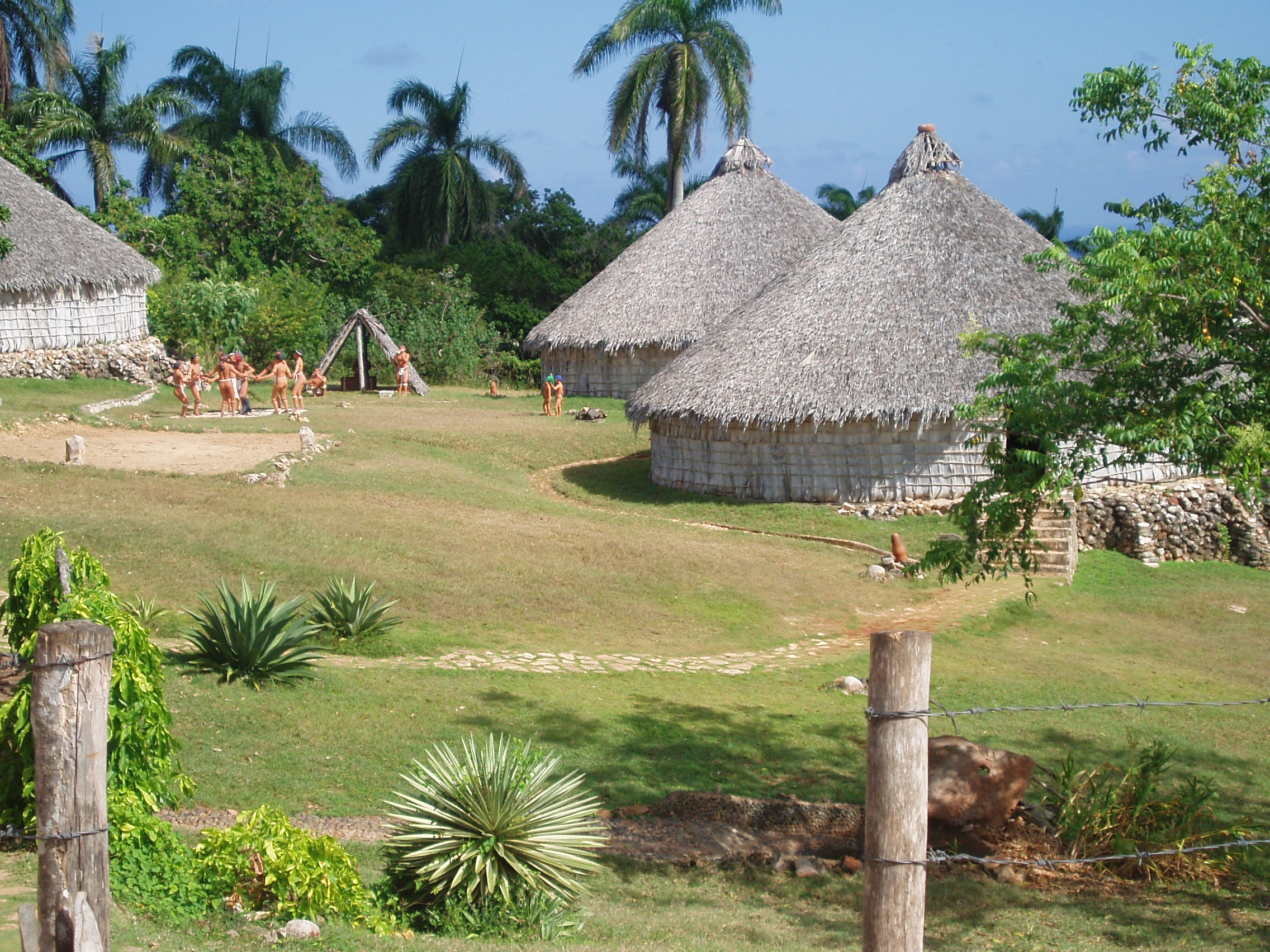
Reconstrucción de un poblado taíno.

Durante varios meses después de aquel evento, Nicolás de Ovando continuó una campaña de persecución contra los taíno hasta que su número se volvió muy reducido, según el historiador Samuel M. Wilson en su libro Hispaniola. Caribbean Chiefdoms in the Age of Columbus. Los taíno sufrieron maltrato físico en las minas de oro y los campos de caña de azúcar, además de persecución religiosa durante la Inquisición española, junto con la exposición a enfermedades que llegaron con los colonizadores.
En treinta años, entre el 80 y el 90 por ciento de los taíno habían muerto. Debido al mayor número de personas (españoles) en la isla, hubo una mayor demanda de alimentos. El cultivo taíno se convirtió a los métodos españoles. Con la esperanza de frustrar a los españoles, algunos taínos se negaron a plantar o cosechar sus cultivos. El suministro de alimentos llegó a ser tan bajo en 1495 y 1496 que unas 50.000 personas murieron de hambre.
Otros taíno fueron capturados y llevados a España para ser comerciados como esclavos, lo que se tradujo en numerosas muertes debido a las malas condiciones humanas durante el viaje.

## Discurso académico
Algunos historiadores consideran que su desaparición tuvo más que ver con las enfermedades traídas desde Europa que con ataques. Por su parte, el historiador Andrés Reséndez de la Universidad de California en Davis, afirma que las enfermedades por sí solas no explican la destrucción de las poblaciones indígenas de La Española. Si bien las poblaciones de Europa se recuperaron tras la devastadora disminución demográfica asociada con la peste negra, no hubo tal recuperación para las poblaciones indígenas del Caribe. Concluye que, aunque los españoles conocían enfermedades mortales como la viruela, no se mencionan en el Nuevo Mundo hasta 1519, lo que significa que tal vez no se propagaron tan rápido como se creía inicialmente y que, a diferencia de los europeos, los indígenas las poblaciones fueron sometidas a esclavitud, explotación y trabajo forzoso en minas de oro y plata a enorme escala. Reséndez dice que «la esclavitud ha emergido como una de las principales causas de muerte» de los pueblos indígenas del Caribe. El antropólogo Jason Hickel estima que el trabajo forzoso letal en estas minas mataba a un tercio de los indígenas cada seis meses.
Posteriormente la Universidad Yale de Estados Unidos listó el caso de los taíno como un «genocidio» en su Programa de Estudios de Genocidio.